# Rechtszitting

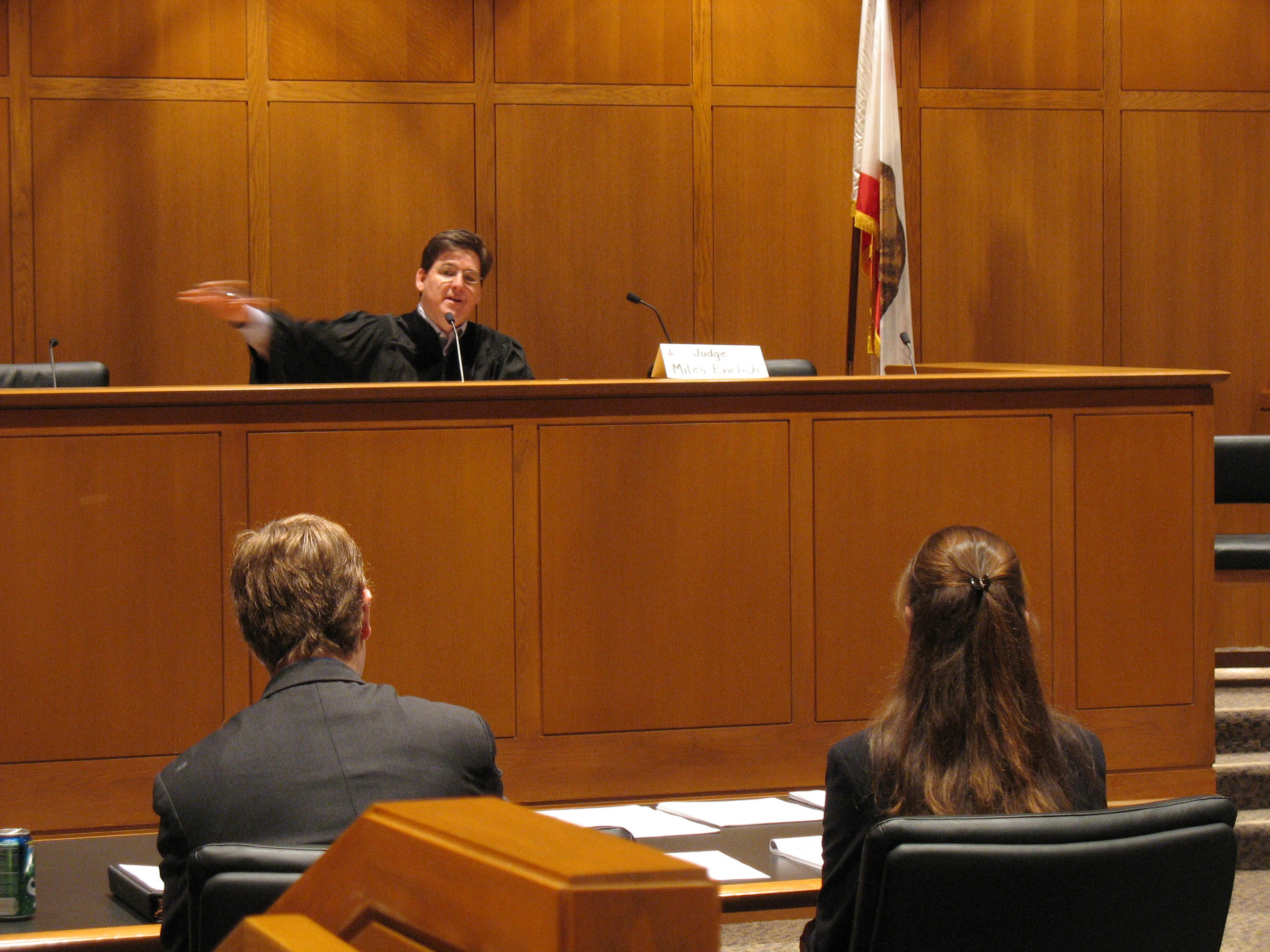
Een zitting in een Amerikaanse rechtbank

Een rechtszitting is een onderdeel van een juridisch proces, namelijk het deel waar het geschil wordt besproken met de rechter(s). Dat kan zijn in een enkelvoudige kamer – een zitting met één rechter die rechtspreekt (politierechter, kinderrechter, president in kort geding en economische politierechter), maar ook in een meervoudige kamer - een zitting met ten minste drie rechters. De meervoudige kamer beslist over zware of ingewikkelde zaken.  

## Verschillende rechtszittingen
De zitting in civiele zaken waar procedurele beslissingen worden genomen en de stukken van de partijen worden uitgewisseld heet rolzitting. De rol is in het procesrecht de lijst van de zaken die op de rechtszitting worden behandeld. Als zaken snel worden afgehandeld door zowel politie als justitie spreekt men van Lik-op-stuk. De wetsovertreder krijgt meteen een administratieve sanctie (boete) opgelegd met een acceptgiro of een dagvaarding om op de zitting te komen.  
Het kan nodig zijn een zitting te houden als een zaak binnen een bepaalde termijn op een zitting moet zijn geweest, maar het nog te vroeg is om deze inhoudelijk te behandelen. In dat geval volgt een pro-formazitting – zitting waarop een zaak niet inhoudelijk wordt behandeld. 
Een zitting waarin de rechter getuigen hoort in een civiele zaak heet een enquête.
Als een rechter partijen persoonlijk beveelt te verschijnen om te proberen partijen tot een schikking te laten komen of om nadere uitleg te geven noemt men de zitting een comparitie-zitting. Comparities zijn in verschillende stadia van een proces mogelijk.

## Actoren
Op een zitting treden leden van de rechterlijke macht op - rechters en officieren van justitie. De rechters worden tot de zittende magistratuur gerekend en de officieren van justitie tot de staande magistratuur. De rechter blijft zitten tijdens de zitting, de officier van justitie voert staande het woord. Partijen kunnen zich laten bijstaan door advocaten. Iedere rechter, officier van justitie  en iedere advocaat, draagt de toga, zodat een partij in een geding niet bevoordeeld of benadeeld wordt door de kwaliteit van de kleding of bijvoorbeeld de uiting van geloofsovertuiging door een van deze. Ieder is zijns opponents gelijke qua uiterlijk vertoon.
Naast de rechterlijke macht zit op een zitting achter de groene tafel ook een griffier. Dat is de persoon die een verslag maakt van de zitting en de rechter ondersteunt bij het schrijven van een vonnis. Dat kan ook worden gedaan door een gerechtssecretaris of een juridisch medewerker. Deze bereiden ten behoeve van de rechter de zitting voor en maken aantekeningen van wat er tijdens de zitting wordt besproken. Het schriftelijk verslag van hetgeen op rechtszittingen aan de orde is gekomen heet proces-verbaal.

## Openbaarheid
Rechtszittingen zijn in principe altijd openbaar. Maar bij het jeugdstrafrecht vinden zittingen met gesloten deuren plaats. In het geval dat een partij van mening is dat een openbare behandeling van zijn zaak zijn belangen kan schaden kan de rechter op zijn verzoek ook de deuren sluiten.

## Raadkamer
Strafzaken waarvoor in de regel geen openbare zitting is voorgeschreven worden behandeld door een rechterlijk college dat raadkamer wordt genoemd. Het behandelt bijvoorbeeld klachten over niet-vervolging (het hof oordeelt dan over de vraag of een verdachte moet worden vervolgd als het Openbaar Ministerie daartoe niet besluit). In een raadkamer vindt ook  het onderling beraad plaats na de openbare zitting tussen de rechters die een zaak behandelen om het vonnis vast te stellen.

## Getuigen en verdachten
Van een getuige wordt op een zitting een eed of belofte gevraagd. Dat is een plechtige verklaring van een getuige dat hij de waarheid zal spreken. Hij is dit verplicht. Als hij opzettelijk een valse verklaring aflegt, maakt hij zich schuldig aan meineed. In een strafzitting hoeft de verdachte niet mee te werken aan zijn eigen veroordeling, en deze zou in wezen naar hartenlust mogen liegen. Het is aan de officier van justitie om te bewijzen dat de verdachte liegt. Als een gedaagde of verdachte niet op de zitting is verschenen kan de rechter een verstekvonnis uitspreken.

## Strafzaken
In strafzaken zet de officier van justitie op de zitting de feiten op een rij, geeft zijn mening over het bewijs en eist op grond daarvan een bepaalde straf. Dat heet het requisitoir. De officier van justitie kan ook vrijspraak vragen, als hij tot de uiteindelijke conclusie komt dat het tenlastegelegde met de bewijsmiddelen niet kan worden bewezen.  